# Thug Love
"Thug Love" é o terceiro single lançado pelo rapper 50 Cent, após "Rowdy Rowdy", e o segundo e último single do álbum não-oficial Power of the Dollar, após "How To Rob". A música também contém trechos do girl group de R&B Destiny's Child. A música foi gravada em 21 de setembro de 1999, três dias antes de 50 Cent levar nove tiros..

## Versões
| # | Título                      |
| - | --------------------------- |
| 1 | Thug Love (versão Explicit) |
| 2 | Thug Love (versão Clean)    |
| 3 | Thug Love (Instrumental)    |
| 4 | Thug Love (Á capela)        |